# Jan Podbielski
Jan Podbielski (ur. 26 maja 1836, zm. 7 maja 1863) – kapitan wojsk rosyjskich, syn Andrzeja, rejtana kancelarii ziemskiej powiatu ostrowskiego.
Ukończył studia na akademii wojskowej w Petersburgu i pracował jako oficer sztabu garnizonu moskiewskiego.
Wiosną 1863 w czasie urlopu wstąpił do oddziału Ignacego Mystkowskiego. W bitwie pod Stokiem dowodził jednym z batalionów. Został wówczas ciężko ranny i zmarł po 2 dniach w Uścianku koło Zaręb Kościelnych.